# Balanophora tobiracola
Balanophora tobiracola är en tvåhjärtbladig växtart som beskrevs av Tomitaro Makino. Balanophora tobiracola ingår i släktet Balanophora och familjen Balanophoraceae. Inga underarter finns listade i Catalogue of Life.